# Paratiroidectomia
A paratiroidectomia é a cirurgia para remoção de tecido paratiróide anormal.

## Indicação
Pode ser executada para tratar o hiperparatiroidismo (excesso de secreção da hormona paratiroideia, ou paratormona) quando é causado por adenoma (pequeno tumor benigno) de uma glândula paratiróide ou, menos frequentemente, por hipertrofia de todas as glândulas ou por cancro paratiróide.

## Procedimento
A cirurgia é realizada sob anestesia geral. Faz-se uma incisão no pescoço, logo abaixo da maçã-de-adão. Remove-se uma porção do tecido suspeito, o qual é examinado para decidir a extensão do tecido a remover. Depois este é cortado e sutura-se a incisão.
No caso de um adenoma, habitualmente só uma das quatro glândulas paratiróides está afectada e tem de ser extirpada. Se todas as glândulas estiverem aumentadas e superactivas, pode requerer-se a excisão (corte) de todas elas, com excepção de uma ou de parte de uma. A remoção de todo o tecido paratiroideu leva ao hipoparatiroidismo, resultando num nível perigosamente baixo de cálcio no sangue e em tetania (espasmos dolorosos semelhantes a cãibras).

## Recuperação
O tempo médio de hospitalização para esta intervenção é inferior a uma semana. Em geral, a cura é completa e sem complicações, embora em alguns casos seja necessário tratar o hipoparatiroidismo.